# Solubilidade
Solubilidade ou coeficiente de solubilidade (CS) é a quantidade máxima que uma substância pode se dissolver em um líquido, e expressa-se em mols por litro, gramas por litro ou em percentagem de soluto/solvente. Esse conceito também se estende para solventes.
Na solubilidade, o caráter polar ou apolar de uma substância influi principalmente, pois devido à polaridade, estas substâncias serão mais ou menos solúveis. Dessa forma, substâncias polares tendem a se dissolver em líquidos polares e substâncias apolares, em líquidos apolares.
Os compostos com mais de um grupo funcional apresentam grande polaridade, por isso não são solúveis em éter etílico, por exemplo, que apresenta baixíssima polaridade. Portanto, para que uma substância seja solúvel em éter etílico deve apresentar pouca polaridade. Os compostos com menor polaridade são os que apresentam menor reatividade como, por exemplo, as parafinas, compostos núcleos aromáticos e os derivados halogenados.
O termo solubilidade designa tanto fenômeno qualitativo do processo (dissolução), como expressa quantitativamente a concentração das soluções. A solubilidade de uma substância depende da natureza do soluto e do solvente, assim como da temperatura e da pressão às quais o sistema é submetido. É a tendência do sistema em alcançar o valor máximo de entropia.
Ao misturar um soluto com um solvente, pode haver a formação de três tipos de soluções: saturada, solução insaturada ou solução supersaturada, cada uma delas dependendo da quantidade de soluto que se dissolveu no solvente.
O processo de interação entre as moléculas do solvente e as moléculas do soluto para formar agregados é denominado solvatação e, se o solvente for a água, hidratação.

## Definição IUPAC
De acordo com uma definição da IUPAC, é a solubilidade da composição analítica de uma solução saturada expressa como uma proporção de um soluto designada no seio de um solvente determinado. A solubilidade pode ser definida em unidades de concentração, molalidade, fração molar, razão molar, e de outras unidades.

## Solubilidade gases
Os gases, em geral, são pouco solúveis em líquidos. Existem, porém, dois fatores que alteram sua solubilidade: a pressão e a temperatura
.
A influência da pressão sobe um líquido pode ser enunciada pela Lei de Henry: “Em temperatura constante, a solubilidade de um gás em um líquido é diretamente proporcional à pressão parcial do gás acima do líquido.”
Essa lei se aplica somente em certas condições, nas quais a concentração do soluto e sua pressão parcial são relativamente baixas, ou seja, quando o gás e a solução são ideais e quando não ocorre interação entre o soluto e o solvente.
A lei de Henry pode ser expressa da seguinte forma:
{\displaystyle P=KX}
onde:
{\displaystyle X=} fração molar de líquido do gás em solução (é a solubilidade do gás);
{\displaystyle P=} pressão parcial na fase gasosa;
{\displaystyle K=} constante de proporcionalidade (ou constante de Henry).
Cada gás tem sua própria constante , que varia com a temperatura. Um exemplo disso ocorre quando se abre uma garrafa de refrigerante: a pressão é reduzida, acarretando a diminuição da solubilidade de CO2, que é liberado na forma de bolhas.
Em termos de temperatura, a solubilidade dos gases em líquidos diminui com o aumento da temperatura, fazendo aumentar o grau de agitação das moléculas, havendo a liberação das moléculas de gás do líquido.
Esse efeito é percebido quando água muito quente é lançada em rios que possuem alta biodiversidade: a temperatura elevada reduz a solubilidade do {\displaystyle O_{2}} na água dos rios, acarretando uma grande mortandade de espécies locais.

## Solubilidade de compostos orgânicos
Quando consideramos a solubilidade de compostos orgânicos entre si e com a água devemos levar em consideração a polaridade, as forças de atração intermolecular e o tamanho da cadeia carbônica. Há uma tendência de substâncias polares dissolverem substâncias polares e substâncias apolares dissolverem substâncias apolares, ou seja, semelhante dissolve semelhante, mas há exceções a essa regra. Assim, a maioria dos compostos orgânicos é insolúvel ou pouco solúvel em água, porque a maioria é apolar e a água é um composto polar.
Outro fator importante para analisar a solubilidade são as forças intermoleculares. Quando essas forças estabelecidas entre soluto e solvente são mais fortes ou iguais às estabelecidas entre as moléculas do próprio solvente e entre as do próprio soluto, a tendência de dissolução aumenta. Quanto maior essa diferença de força, maior a solubilidade.
Analisando o caso do etanol, vemos que ele é infinitamente solúvel na água, mas também dissolve materiais apolares, como, por exemplo, a gasolina. Isso deve-se ao fato de haver na molécula do etanol uma parte polar (formada pela hidroxila) e uma parte apolar, que é responsável por dissolver bem os compostos orgânicos, caracterizando-o com um composto anfipático. Os açúcares possuem boa dissolução na água, pois possuem hidroxilas na fórmula. Já o óleo de cozinha possui solubilidade muito pequena, pois é apolar. As moléculas de óleo se agrupam por interações dipolo instantâneo - dipolo induzido e as da água por ligação de hidrogênio, que são ligações muito mais fortes que às do óleo. Logo, as moléculas de óleo não conseguem penetrar entre as de água.
Outro fator importante é o tamanho da cadeia carbônica. Quanto maior a parte apolar carbônica menos solúvel é o composto orgânico. É por isso que o ácido acético é mais solúvel que o ácido caproico. Os dois possuem uma carboxila, mas o ácido caproico possui uma parte hidrofóbica maior.
Outro ponto importante a considerar é a tendência de o soluto se cristalizar quando o solvente evapora ou quando a temperatura da solução diminui, sendo que a cristalização de uma substância iônica é mais fácil, pois os íons se atraem eletricamente , se comparado à atração entre moléculas. A cristalização dos compostos orgânicos é, em geral, lenta e demorada e alguns compostos nem se cristalizam, como a parafina.

### Classificação de compostos orgânicos pela solubilidade
Deduções com base em interpretação de testes de solubilidade simples pode ser extremamente útil na determinação da estrutura orgânica.Ambos, solubilidade e análises espectrométricas muitas vezes levam para os mesmos tipos de dedução estrutural.
Solubilidade envolve
- A formação de uma camada, se os compostos são miscíveis, ou
- A formação de duas camadas, caso os componentes sejam imiscíveis.

A solubilidade de compostos orgânicos pode ser dividida em duas categorias principais:
- Solubilidade em que uma reação química é a força motriz
- Solubilidade em que a miscibilidade simples é o único mecanismo envolvido, tal como a dissolução de éter etílico {\displaystyle (CH_{3}CH_{2}OCH_{2}CH_{3})} em tetracloreto de carbono {\displaystyle (CCl_{4})}.

O teste da solubilidade de uma substância orgânica é realizada em água, {\displaystyle NaOH} 5%, {\displaystyle NaHCO_{3}} a 5%, {\displaystyle HCl} 5% Fria, {\displaystyle H_{2}SO_{4}} concentrado. Uma substância é considerada "solúvel" se dissolve na medida de 3,3 g/100 ml de solvente.
Esses testes podem fornecer três tipos de informação:
- A presença de um grupo funcional.Por exemplo, como os hidrocarbonetos são insolúveis em água, observando-se que uma amostra desconhecida é parcialmente solúvel em água indica que um grupo funcional polar está presente.
- Solubilidade em alguns solventes muitas vezes leva a informações mais específicas sobre o grupo funcional.
- Certas deduções sobre tamanho molecular e composição podem, por vezes, ser feita a partir de testes de solubilidade. Por exemplo, a solubilidade em {\displaystyle NaOH} 5% de um desconhecido insolúvel em água, é uma forte indicação de um grupo acídico funcional.

Na série homóloga de muitos compostos monofuncionais, os membros com menos de cerca de 5 átomos de carbono são solúveis em água, enquanto que os seus homólogos superiores são insolúveis.

#### Solubilidade em Água

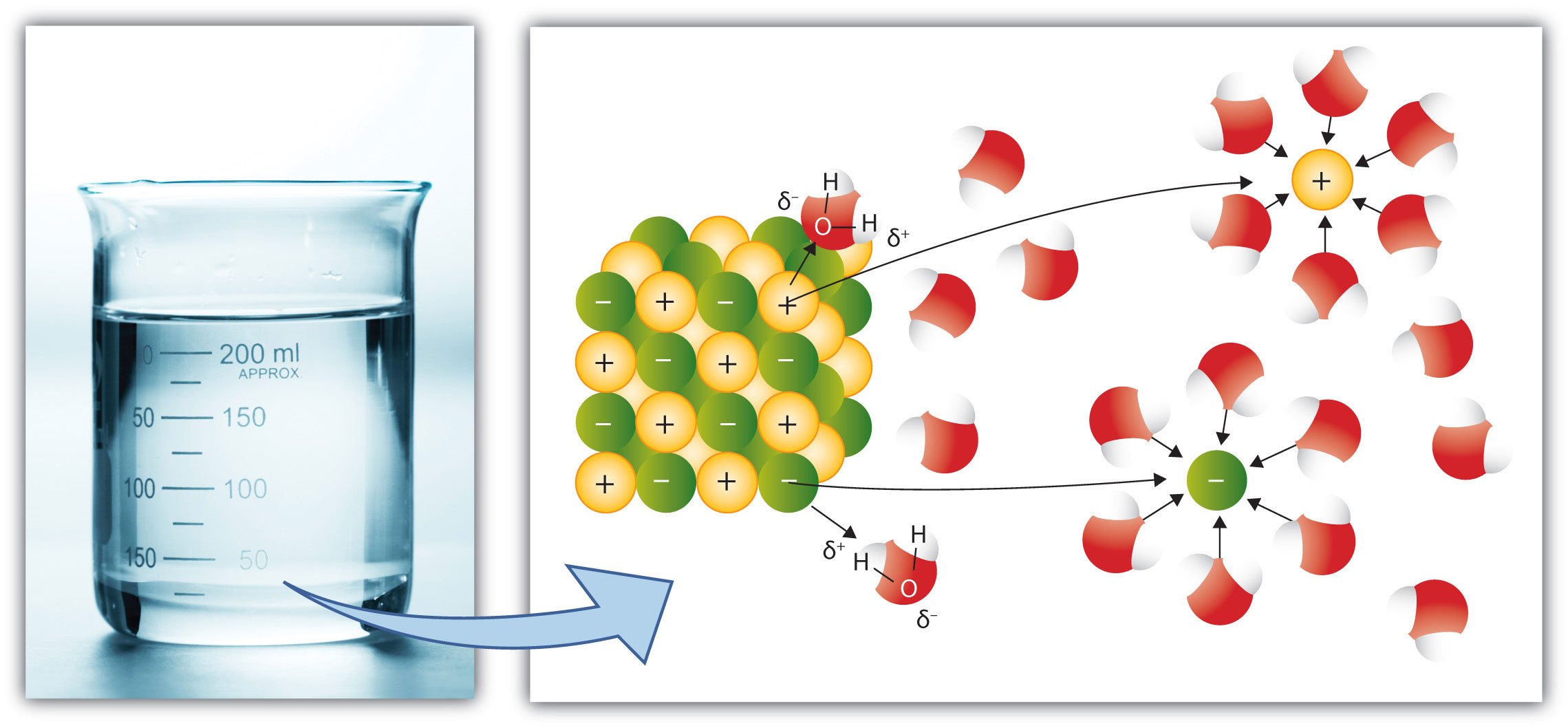
Solubilidade NaCl em Água

- Água é um solvente fraco para os hidrocarbonetos.

presença de ligações duplas, ligações triplas ou anéis aromáticos não afeta muito a polaridade - semelhante ao alcanos em sua solubilidade.
halogêneo substituindo um hidrogénio diminui a solubilidade na água.
Sais são extremamente polar e são geralmente solúveis em água.
ácidos e aminas são mais solúveis do que os compostos não polar(devido à ligação de H-).
Solubilidade de aminas diminui à medida que a basicidade diminui.
Muitas aminas terciárias são mais solúveis em água fria do que em água quente (a temperaturas mais baixas, a solubilidade dos hidratos está envolvida).

## Solubilidade para soluções iônicas
Definindo um sal como um composto que, em solução, se dissocia em um cátion diferente do H+ e um ânion diferente do OH-.

Um sal solúvel é aquele que faz parte de uma solução mais concentrada que 0,01 M. Um sal insolúvel apresenta uma solubilidade muito menor do que 0,01 M.

Abaixo segue uma tabela das regras dos sais solúveis e insolúveis:

|                                | Sais formados por:                                                                                    | Motivo: | Características: | Exceções: |
| Sais Essencialmente Solúveis   | Ânions {\displaystyle NO_{3}^{-}\,CLO_{4}^{-}\,NO_{2}^{-}\,HCOO^{-}} e {\displaystyle CH_{3}COO^{-}}. | São íons grandes de carga única, sendo de fácil dissociação. | Temos aqui sólidos de alto ponto de fusão e alta solubilidade. | - |
| Sais Essencialmente Solúveis   | Ânions {\displaystyle Cl^{-}\,Br^{-}} e {\displaystyle I^{-}}.                                        | Estes ânios de carga única são menores do que os anteriores citados e apresentam interações mais fortes com os cátions em seus sólidos, sendo de menor dissociação que os acima. | Pontos de fusão mais elevados e solubilidade um pouco menor. | Sais cujo cátion é {\displaystyle Ag^{+}\,Hg_{2}^{2+}} ou {\displaystyle Pb^{2+}}. |
| Sais Essencialmente Solúveis   | Ânions {\displaystyle SO_{4}^{-2}}.                                                                   | Íon grande, porém carga dupla, seus sais são geralmente menos solúveis do que os de {\displaystyle Cl^{-}}.                                                                      | - | Sais cujo cátion é {\displaystyle Ba^{+}\,Sr^{2+}} ou {\displaystyle Pb^{2+}}. Os sais {\displaystyle CaSO_{4}\,Ag_{2}SO_{4}} e {\displaystyle Hg_{2}SO_{4}} são poucos solúveis.                                                                    |
| Sais Essencialmente Solúveis   | Cátions {\displaystyle Na^{+}\,K^{+}} e {\displaystyle NH_{4}^{+}}.                                   | Estes íons são fortementes hidratados e possuem apenas uma carga. | - | Os sais de sódio geralmente são mais solúveis do que os de potássio, e os de lítio são os mais solúveis de todos. O íon complexo {\displaystyle [Co(NO_{2})_{6}]^{-3}} forma sais insolúveis com {\displaystyle K^{+}} e {\displaystyle NH_{4}^{+}}. |
| Sais Essencialmente Insolúveis | Os hidróxidos são insolúveis, exceto os de sódio, potássio, amônio e bário.                           | O íon hidroxila é um caso especial.Trata-se se um íon relativamente pequeno;mas, em sólidos, o {\displaystyle O^{-2}} geralmente substitui duas hidroxilas com perda de água.    | - | Diferentemente do comportamento dos correspondentes sulfatados, o hidróxido de bário é mais solúvel do que o hidróxido de cálcio, que é pouco solúvel.                                                                                               |
| Sais Essencialmente Insolúveis | Carbonatos: {\displaystyle CO_{3}^{2-}} Fosfatos : {\displaystyle PO_{4}^{3-}}                        | Os íons carbonato e fosfato são ânios de carga múltiplas, o que os tornam pouco solúvel.                                                                                         | Os íons {\displaystyle CO_{3}^{-2}} e {\displaystyle PO_{4}^{3-}} são tão básicos que seus sais costumas apresentar quantidades variáveis de {\displaystyle OH^{-}}.                                    | Os sais formados pelos cátions {\displaystyle Na^{+}\,K^{+}} e {\displaystyle NH_{4}^{-}}.Se os íons forem protonados, para formar {\displaystyle HCO_{3}^{-}\,HPO_{4}^{2-}\,H_{2}PO_{4}^{-}}, seus sais serão solúveis.                             |
| Sais Essencialmente Insolúveis | Sulfetos: {\displaystyle S^{2-}}                                                                      | Devido a grande eletronegatividade do sulfeto. | O íon {\displaystyle Al^{3+}} apresenta uma afinidade tão grande por {\displaystyle OH^{-}} que chega a formar {\displaystyle Al(OH)_{3}} insolúvel em soluções básicas, em vez de ligar-se ao sulfeto. | Os sais cujo cátion é {\displaystyle Na^{+}\,K^{+}\,NH_{4}^{+}\,Mg^{2+}\,Ca^{+}\,Sr^{+2},Ba^{2+}} e {\displaystyle Al^{3+}}. |

## Fatores que afetam a solubilidade

### Temperatura
De acordo com o princípio de Le Châtelier,é possível alterar um equilíbrio químico por meio da mudança de temperatura.
Tal mudança depende do processo de dissolução, ou seja, se o processo é endotérmico ou exotérmico. Na situação em que há um processo endotérmico, um aumento na temperatura altera o equilíbrio para a direita, como observado na equação:
Na situação em que há um processo exotérmico, um aumento na temperatura altera o equilíbrio para a esquerda, como observado na equação:
O aumento da temperatura no caso endotérmico favorece a solução e, assim, aumenta a solubilidade. Já, o aumento da temperatura no caso exotérmico favorece o soluto não-dissolvido e, assim, reduz o valor da solubilidade.
Em relação a gases, como o {\displaystyle \Delta }H é geralmente menor que zero, a solubilidade destes normalmente reduz-se com a temperatura. Porém, trata-se de um comportamento mais complexo. À medida em que a temperatura é elevada, geralmente gases tornam-se menos solúveis em água (no mínimo, o que é abaixo de 120 °C para a maioria dos gases), porém, são mais solúveis em solventes orgânicos. Para diversos sólidos dissolvidos na água no estado líquido, a solubilidade aumenta com a temperatura a por volta de 100 °C. No estado líquido, a água, em altas temperaturas, (por exemplo, que se aproxima da temperatura crítica), o grau de solubilidade de solutos iônicos tende a diminuir em direção a mudança de propriedades e estruturas de água líquida.
Alguns sais comportam-se de forma diferenciada, como os casos onde a solubilidade independe praticamente da temperatura, ou seja, cresce muito pouco, como é o caso do {\displaystyle NaCl} (cloreto de sódio). Alguns deles, tais como o sulfato de cério (III), tornam-se menos solúveis em água, como o aumento da temperatura.
Esta dependência da temperatura é muitas vezes referida como "retrógrada" ou como solubilidade "inversa".

### Pressão
A relação entre a solubilidade de sólidos e líquidos em solventes líquidos e a pressão é de quase independência. Segundo o princípio de Le Châtelier, uma elevação na pressão acarretaria num aumento de solubilidade se o volume da solução fosse menor do que o volume dos componentes antes da mistura, porém, a alteração de volume que acompanha o processo de dissolução é determinada a partir da densidade, mas ela é insignificante, fazendo com que o efeito da pressão é quase dispensá
assumindo uma solução ideal, a dependência poderia ser quantificado como:
onde o índice {\displaystyle i} representa os componentes, {\displaystyle N_{i}} é a fração molar do componente ,{\displaystyle i^{th}} na solução, {\displaystyle P} é a pressão, o índice {\displaystyle T} refere-se a temperatura constante, {\displaystyle V_{i,aq}} volume molar parcial do componente {\displaystyle i^{th}} solução, {\displaystyle V_{i,aq}} é o volume molar parcial do componente {\displaystyle i^{th}} no sólido dissolvendo-se, e {\displaystyle R} é a Constante universal dos gases perfeitos.

#### Lei de Henry
Diz respeito a solubilidade de um gás dissolvido em um liquido, que, quando nesse estado, é proporcional à pressão parcial do gás acima do líquido. Tal lei pode ser descrita  como
onde {\displaystyle X} é a fração molar de equilíbrio do gás na solução, ou seja, sua solubilidade, {\displaystyle P} é a pressão parcial na fase gasosa e {\displaystyle K} é a constante de proporcionalidade (constante da lei de Henry). A lei de Henry aplica-se apenas somente em situações onde a concentração do soluto e a sua pressão parcial são baixas.
Valores da constante da lei de Henry em água:
{\displaystyle K*10^{5}atm^{-1}}
| Gás                   | OºC  | 20ºC | 40ºC |
| --------------------- | ---- | ---- | ---- |
| {\displaystyle H_{2}} | 1,72 | 1,46 | 1,31 |
| {\displaystyle N_{2}} | 1,86 | 1,32 | 1,00 |
| {\displaystyle O_{2}} | 3,98 | 2,58 | 1,85 |

## Polaridade
A solubilidade de um soluto em um solvente depende das duas substâncias, ou seja, depende do soluto e do solvente. Por exemplo, é possível dissolver 360 g de cloreto de sódio ({\displaystyle NaCl}) a 20 °C em 1 L de água. No entanto, não conseguiríamos dissolver a mesma quantidade de {\displaystyle NaCl} na gasolina com mesma temperatura e pressão. Nesse caso temos dois solventes diferentes que reagem diferentemente com um soluto.
As interações entre as moléculas do soluto e do solvente podem ser descritas por suas polaridades. No exemplo acima, o cloreto de sódio é polar, a água é polar e a gasolina é apolar. Substâncias polares ligam-se mais facilmente a outras substâncias polares, o mesmo acontece entre substâncias apolares, as quais se ligam mais facilmente a substâncias apolares, assim quando um soluto tem o mesmo tipo de ligação (ligação polar ou apolar) do que um solvente, ocorre a dissolução do solvente mais facilmente, pois as moléculas do solvente e do soluto se ligam com mais facilidade.

## Grau de dissociação
Utilizando a Lei da diluição de Ostwald podemos calcular o grau de dissociação de um composto a partir da constante de equilíbrio, como demostrado abaixo:

| Início        | {\displaystyle M}                        | 0                     | 0                     |
| Dissociação   | -{\displaystyle M}x α                    | {\displaystyle M} x α | {\displaystyle M} x α |
| Fim da reação | {\displaystyle M} - {\displaystyle M}x α | {\displaystyle M}x α  | {\displaystyle M} x α |

Simplificando a equação da constante de equilíbrio, temos:

{\displaystyle \ K_{e}={\frac {[A^{+}]\cdot [B^{-}]}{[A\cdot B]}}={\frac {M\cdot \alpha ^{2}}{1-\alpha }}\!}

Quando α é muito pequeno podemos aproximar a equação por:

Assim o grau de dissociação é representado em porcentagem pelo coeficiente α.

A constante de equilíbrio está relacionada com as propriedades dos elementos que compõe o sal, força iônica.

## Quantificação da solubilidade
Diferença de concentração das substâncias interfere na solubilidade.  Considere cloreto de sódio um soluto e água um solvente. Se o cloreto de sódio usado tiver 50% de impureza, será possível dissolver mais gramas de {\displaystyle NaCl} em 1 L de água do que se ele tivesse 99% de pureza.
Solubilidade é expressa como uma concentração e essa é comumente expressa de diversas formas como a composição percentual de massa em uma dada substância. Outra maneira de expressar concentração é por meio da molaridade, a qual compara a quantidade de soluto por quantidade de solvente. 1 MOLAR é definido como 1 M = 1 mol/L.
Outras unidades comuns relacionadas com MOLAR estão listadas na tabela abaixo:
| Name       | Abreviação | Concentração                         | Concentração (unidade no SI) |
| ---------- | ---------- | ------------------------------------ | ---------------------------- |
| millimolar | mM         | 10−3 mol/dm3                         | 100 mol/m3                   |
| micromolar | μM         | 10−6 mol/dm3                         | 10−3 mol/m3                  |
| nanomolar  | nM         | 10−9 mol/dm3                         | 10−6 mol/m3                  |
| picomolar  | pM         | 10−12 mol/dm3                        | 10−9 mol/m3                  |
| femtomolar | fM         | 10−15 mol/dm3                        | 10−12 mol/m3                 |
| attomolar  | aM         | 10−18 mol/dm3                        | 10−15 mol/m3                 |
| zeptomolar | zM         | 10−21 mol/dm3                        | 10−18 mol/m3                 |
| yoctomolar | yM         | 10−24 mol/dm3 (1 molécula por 1,6 L) | 10−21 mol/m3                 |

## Aplicações
Solubilidade é de fundamental importância em um grande número de disciplinas científicas e aplicações práticas, que vão desde o processamento do minério, uso para medicamentos, bem como o transporte de poluentes. A solubilidade é frequentemente dito ser uma das "propriedades características de uma substância", o que significa que a solubilidade é geralmente usada para descrever a substância, para indicar a polaridade de uma substância, para ajudar a distinguir de outras substâncias, e como um guia para aplicações da substância. Por exemplo, o índigo é descrito como "insolúvel em água, álcool ou éter, mas solúvel em clorofórmio, nitrobenzeno, ou ácido sulfúrico concentrado".
Solubilidade de uma substância é útil na separação de misturas. Por exemplo, uma mistura de sal (cloreto de sódio) e sílica podem ser separados por dissolução do sal em água, e filtração da sílica não dissolvida. A síntese de compostos químicos, pelo miligrama num laboratório, ou pela tonelada na indústria, tanto faz uso das solubilidades relativas do produto desejado, como de materiais de partida que não reagiram, subprodutos e produtos secundários para conseguir a separação.
Outro exemplo é a síntese do ácido benzoico a partir de brometo de fenilmagnésio e gelo seco. O ácido benzoico é mais solúvel num solvente orgânico, tal como diclorometano ou éter dietílico, e quando agitado com este solvente orgânico em um funil de separação, preferencialmente irá dissolver-se na camada orgânica. Os outros produtos de reação, incluindo o brometo de magnésio, permanecerão na fase aquosa, que mostra claramente que a separação com base na solubilidade é conseguida. Este processo, conhecido como extração líquido-líquido, é uma técnica importante em química sintética.